# 岡山裕子
岡山 裕子（おかやま ゆうこ、1980年1月15日 - ）は、日本のフリーアナウンサー・ニュースキャスター・気象予報士。ノットコミュニケーションズ所属。元名古屋テレビ放送アナウンサー。

## 来歴・人物
茨城県龍ケ崎市出身。血液型はAB型。お茶の水女子大学卒業。特技はクラシックバレエ。
2002年に名古屋テレビ（メ〜テレ/ANN系列）にアナウンサーとして入社。同期は神取恭子、倉橋友和、鷲野圭子。『光る!スポーツ研究所』では研究員として伊集院光所長のアシスタント役を務めた。
2006年3月に退社し、フリーアナウンサーに転向。同年10月に気象予報士の資格を取得。同年12月8日からはTBS『筑紫哲也 NEWS23』→『NEWS23』にレギュラー出演していた。当初は金曜のみを担当していたが、担当第2週目からは木曜・金曜の週2日の担当となった。2007年1月以降は金曜のみの出演に戻っていたが、2008年2月よりそれまでスポーツ担当であったTBSアナウンサーの高野貴裕が夕方の『イブニング・ファイブ』への異動による番組内の配置転換に伴い、月曜から金曜まで通して出演することになった。2009年3月30日からはサブキャスターとしてニュースのみを担当。それまで担当してきた天気は森田正光が担当した。
2007年4月からの1年間は『NEWS23』と並行して日経CNBCのキャスターにも就任し、『夜エクスプレス』などに出演していた。担当曜日は火曜・水曜（番組降板時点）。
2010年2月15日、自身のブログで年初めに結婚したことを報告。同年夏前には夫の仕事の都合によりブラジルに渡る。
2012年11月23日（ブラジル時間）に第1子出産。
2015年5月21日、自身のブログで日本に帰国した事を報告。
2016年5月29日、オーストラリアに渡ったことを報告。
2019年9月、自身のブログで日本に帰国した事を報告。

## 主な担当番組

### 名古屋テレビ（メ〜テレ）アナウンサー時代
- Bella Spirito （登板時期不明 - 2003年3月）
- ドラゴンズ倶楽部（2003年1月 - 2003年3月）
- メ〜テレナイト 女子アナの穴（2003年3月 - 2004年3月）
- メ〜テレワイド スーパーJチャンネル（2003年4月 - 2004年3月）
- メ〜テレワイド サンダー5 （2003年4月 - 2003年9月）
- メ〜テレワイド ウルたま（2003年10月 - 2004年3月）
- 光る!スポーツ研究所（2004年4月 - 2006年3月）
- ぱっぱ屋（2004年4月 - 2005年3月）
- UP! （2005年4月 - 2006年3月）

### フリー転向後
- 静岡〇ごとワイド! （静岡第一テレビ） - 『NEWS23』への出演が決定する直前まで出演。
- Good Life 「元気回復!リラックスサロン探訪記」（BS-i）
- ドコモ株式情報（ラジオNIKKEI）
- 夜エクスプレス（日経CNBC）
- 筑紫哲也 NEWS23 → NEWS23 （TBS、2006年12月8日 - 2010年3月26日）
- ハナサカ（BS-TBS、2009年10月11日 - 2010年6月20日） - この番組でメ〜テレ時代の同期・鷲野圭子と共演していた。